# Чопик Тарас Володимирович
Чо́пик Тара́с Володи́мирович (нар. 2 лютого 1972) — радянський і український футболіст, воротар. По завершенні кар'єри — тренер. Нині — в.о ФК «Львів».

## Ігрова кар'єра
Чопик почав футбольну кар'єру в юнацькій команді львівських «Карпат», а в професійній спорт був заявлений у 1989 році, але так і не зіграв жодного матчу в основному складі. У 1992 році перейшов до «Газовика», провівши усього 149 матчів та забивши два м'ячі. Після цього в 1996 році відправився до «Волині», де також відзначився забитими голами. Після цього, з 1999 по 2002 роки грав за кольори «Поліграфтехніка», а у 2002, на правах оренди, відіграв три матчі в дублі російського «Анжі» з Махачкали, пропустивши 7 м'ячів. З 2003 року перейшов до вінницької «Ниву», але наступного сезону повернувся до «Олександрії». А вже з 2005 року грав у черкаському «Дніпро». 16 листопада 2006 в матчі першої ліги «Дніпро» (Черкаси) — «Волинь» (Луцьк) Чопик накинувся на 18-річного захисника своєї команди Артема Іванченка, якого вважав винуватцем пропущеного м'яча, вдаривши його в обличчя. Суддя видалив Чопика, але захисника довелося замінити. У роздягальні Чопик вибачився перед Іванченко й конфлікт було узгоджено. За таку поведінку Чопика дискваліфікували на 5 матчів.
У 2007 році перейшов до азербайджанського «Сімург» із міста Закатала. У 2009 році Чопик отримав серйозну травму, надовго вибувши з ладу. Він думав про завершення кар'єри, проте травма одного з воротарів «Сімурга» Ахмедова Фуада і вигнання з команди Мехтієва Рауфа стала мотивацією, щоб в березні 2010 року повернутися в футбол. У кінці сезону Чопик розірвав контракт з азербайджанським клубом, і того ж року закінчив професіональну кар'єру. Надалі грав за аматорські клуби «Кар'єр» (Торчиновичі) та «Сокіл» (Золочів), вигравши у складі першої Кубок Львівської області 2011 року

## Тренерська кар'єра
Будучи ще футболістом вінницької «Ниви» у вересні 2003 року, він також виконував обов'язки головного тренера. Після завершення футбольної кар'єри у вересні 2010 року увійшов до тренерського штабу Романа Покори у «Геліосі» (Харків). Надалі працював тренером воротарів у азербайджанському «Сімурзі» та білоруському «Нафтані».
У 2018 році тренував молодіжну команду «Вереса», а у січні очолив «Нафтан» з другого білоруського дивізіону, де пропрацював два з половиною сезони. У травні 2021 року Чопик був звільнений після того як команда за шість турів чемпіонату Білорусі набрала лише п'ять очок і посідала дев'яте місце в чемпіонаті серед команд першої ліги.
У липні 2021 року Чопик став асистентом головного теренера ФК «Львів», а вже 25 серпня, після того як у відставку був відправлений головний тренер клубу Анатолій Безсмертний, Чопик став в.о. головного тренера, поки львів'яни визначались з новим головним тренером. Обов'язки в.о. головного тренера ФК «Львів» виконував до 6 вересня 2021 року.